# Deng Linlin
Deng Linlin (邓琳琳S, Dēng LínlínP, 鄧琳琳T; Fuyang, 21 aprile 1992) è un'ex ginnasta cinese, membro della squadra nazionale vincitrice della medaglia d'oro alle Olimpiadi di Pechino 2008 e campionessa olimpica alla trave ai Giochi di Londra 2012.
È stata tre volte vincitrice di Coppa del Mondo e campionessa alla trave ai Campionati Mondiali 2009.

## Carriera
Deng Linlin inizia a praticare ginnastica artistica in Fuyang, Anhui, presso la Anhui Fuyang Sports School e successivamente frequenta la Anhui Provincial Sports School. Viene selezionata per far parte della squadra nazionale cinese nel 2004 e debutta a livello internazionale nel 2008 partecipando a diversi eventi del circuito di Coppa del Mondo. Alla Coppa del Mondo di Doha vince la medaglia d'oro alla trave e arriva seconda al corpo libero, dietro la compagna di squadra Jiang Yuyuan. A quella di Mosca vince l'oro in entrambi gli eventi.
Ai Campionati Nazionali Cinesi, Deng finisce sul gradino più basso del podio sia nel concorso generale individuale, dietro a Jiang Yuyuan e Yang Yilin, sia al volteggio.

### Olimpiadi di Pechino 2008
Grazie ai suoi ottimi risultati, Linlin entra di diritto nella squadra nazionale olimpica. Durante la giornata qualificante per le finali individuali e a squadre, Deng compete in tutti e quattro gli attrezzi qualificandosi al nono posto nella classifica del concorso generale individuale. Tuttavia, è impossibilitata a partecipare alla finale a causa della regola "two-per-country" (due ginnaste della stessa nazione per evento).
Per la finale a squadre, gli allenatori decidono solo venti minuti prima di sostituire Jiang Yuyuan con Deng per la prima rotazione al volteggio. Esegue dei buoni esercizi in tutti e tre gli eventi in cui è stata selezionata. Al volteggio esegue un DTY (doppio avvitamento) che le frutta un buon 15.250, mentre alla trave e al corpo libero ottiene rispettivamente 15.925 e 15.150 punti. Insieme a Cheng Fei, è l'unica ginnasta cinese ad essersi esibita su tre attrezzi nella finale a squadre. Con un punteggio complessivo di 188.900, la Cina vince la medaglia d'oro, davanti agli Stati Uniti d'America di circa due decimi (186.525).
Nel 2009, dopo sette mesi di convalescenza dal suo infortunio al ginocchio, Deng inizia a prepararsi per gli undicesimi Giochi Nazionali della Repubblica Popolare Cinese. Si qualifica al settimo posto nel concorso generale individuale e, dopo aver eseguito quattro buoni esercizi, vince la competizione battendo le connazionali Yang Yilin e Sui Lu. Nella finale al corpo libero, vince la medaglia di bronzo con un esercizio pulito ma relativamente semplice.
Più tardi nello stesso mese, partecipa ai Campionati Mondiali di Londra. Si qualifica al terzo posto nella finale alla trave ma, durante l'evento finale, con la nota di partenza ed esecuzione più alti (6.4 e 8.6) vince e diventa campionessa a quarta campionessa alla trave della nazionale cinese, dopo Mo Huilan, Ling Jie e Fan Ye. Inoltre, arriva settima al corpo libero e undicesima nel concorso generale individuale, dopo un'insolita caduta nel suo evento di punta.
Per tutto il 2010 lotta contro la sua sciatica ed è costretta a gareggiare solo al volteggio e alla trave. Nonostante ciò continua ad ottenere successi a livello internazionale, vincendo la medaglia di bronzo con la squadra cinese e l'argento alla trave ai Campionati Mondiali di Rotterdam. È stata inoltre selezionata per competere ai Giochi Asiatici dove ha vinto un oro con la squadra e un argento alla trave, dietro solo alla compagna di squadra Sui Lu.
Nel 2011 non entra a far parte della squadra nazionale che compete ai Campionati Mondiali di Tokyo, sempre a causa del suo infortunio. Nel mese di novembre arriva prima nel concorso generale individuale ai Chinese Winner Champions tenutisi a Hong Kong, battendo tutte le sue compagne di squadra più giovani.

### Olimpiadi di Londra 2012
Nel 2012, nonostante il suo infortunio, porta un DTY (Yurchenko con doppio avvitamento) al volteggio, di fondamentale importanza per la squadra cinese. Vincendo il titolo generale ai Campionati Nazionali Cinesi, viene selezionata come capitano per far parte della squadra che compete alle Olimpiadi di Londra.
Con la più alta nota di partenza (6.6) e di esecuzione (9.0), vince la medaglia d'oro alla trave. Questa è la sua seconda olimpiade e la sua seconda medaglia d'oro olimpica in carriera. Inoltre è la seconda medaglia d'oro a trave per la nazionale cinese.
Nel 2013 si ritira dall'attività sportiva, per studiare Relazioni internazionali all'Università di Pechino.